# ネパール内戦
ネパール内戦（ネパールないせん、ネパール語:नेपाली नागरिक युद्ध）は、1996年から2006年にかけての約10年間にわたる、ネパール政府軍とネパール共産党毛沢東主義派（マオイスト）の間で繰り広げられた内戦。マオイスト側は人民戦争（ネパール語:माओवादी जनयुद्ध）と呼称している。マオイストは「人民解放軍」を組織し、山間部、農村部を中心にゲリラ戦を展開。国土のかなりの部分（一説に8割）を実効支配していた。
この内戦は王制の廃止を目指すマオイストにより1996年2月13日に開始され、2006年11月21日の包括的和平合意により終結した。終結後は国際連合ネパール支援団（UNMIN）により停戦監視が実施された（2011年1月15日で活動終了）。

## 経過
- 1996年
  - 2月4日、マオイストのバーブラーム・バッタライがシェール・バハドゥル・デウバ首相に40か条の要求を突きつけ、実施しないと反政府活動を開始すると警告したが、拒否される。
  - 2月13日、ロルパ郡ホレリ、ルクム郡アトビスコット、シンドゥリ郡シンドゥリガディの警察詰め所を襲撃、爆発物などを奪う。またゴルカ郡で銀行を襲う。人民戦争（ネパール内戦）の始まり。なおこのとき使用したライフルはプラチャンダが自分で購入したもの。
- 1996年7月、警察と闘う「スクアッド」（分隊）を編成。
- 1997年7月、「プラトーン」（小隊）を編成。
- 1998年5月、ギリジャー・プラサード・コイララ内閣、警察によるマオイスト掃討作戦｢キロ・セラ2｣展開。
- 1998年8月、特殊活動部隊を編成。東ネパールにも活動を展開。
- 2000年9月、ドルパ郡郡庁所在地ドゥナイ襲撃。（初めて郡庁所在地を襲撃）500人の部隊が警察署、刑務所、銀行を襲う。
- 2000年12月、初めての郡単位の人民政府、ルクム郡で樹立。
- 2001年
  - 2月、第2回党総会。人民解放軍正式発足決定。中央人民政府樹立。
  - 5月、ロルパ郡人民政府樹立。
  - 6月1日、ネパール王族殺害事件。ビレンドラ国王、王太子ディペンドラらが死亡し、6月4日に王弟ギャネンドラが即位。ギャネンドラのクーデターを論評で示唆したバーブラーム・バッタライ、国家反逆罪に問われる[5]。
  - 7月12日、ロルパホレリの警察詰め所襲撃、69人の警官拉致。
  - 7月21日、バージュラ郡の警察詰め所襲撃、17人の警官死亡。
  - 7月22日、政府とマオイスト停戦合意。この間、党組織を全国で拡大。
  - 8月、クレリ村で党大会。人民解放軍結成。中央人民政府として統一革命人民評議会ネパール（バーブラーム・バッタライ議長）発足。
  - 8月30日、カトマンズ近郊で政府の担当大臣とマオイストの幹部との初会談[6]。会談は不調に終わる。
  - 9月21日、和平交渉決裂。
  - 11月23日、停戦破棄。ダーン郡ゴラヒ、シャンジャー郡シャンジャーの軍兵舎襲撃。23人の警官、14人の兵士殺害。大量の武器弾薬・機関銃･迫撃砲など奪取。
  - 11月24日、 プラチャンダ議長、人民解放軍結成、自身の最高司令官就任を発表。
  - 11月25日、ソルクンブー郡郡庁所在地で軍兵舎、警察署襲撃。
  - 11月26日、政府、国家非常事態宣言、王室ネパール軍を全面展開。
  - 12月、24郡で人民政府樹立。
- 2002年
  - 　　1000人規模の人民兵士からなるブリゲード（旅団）を編成。
  - 2月16日、セティ県アチャーム郡マンガルセンおよびサンフェバガル空港警察隊同時襲撃。国軍兵士57人、警官75人、民間人5人、マオイスト35人を含む170人死亡。
  - 5月ロルパ郡ガム村の治安部隊キャンプ襲撃。150人死亡。
  - 9月10日、アルガカンチー郡サンディカルカ襲撃。政府側69人、マオイスト59人死亡。
  - 10月4日、ギャネンドラ国王、デウバ首相ら全閣僚を解任、直接統治を宣言[7]。
  - 10月11日、王党派のロケンドラ・バハドゥル・チャンダを首相に任命[7]。
  - 国家非常事態宣言から10月末までに政府側4050人のマオイストを殺害したとするが、アムネスティーによると、半数は民間人だという。
- 2003年
  - 1月26日、武装警察隊トップ、クリシュナ・モハン・シュレシュタ長官ら、襲撃され死亡[8]。
  - 1月29日、政府とマオイストが停戦に合意[8]。7ヶ月続く。和平交渉不調。
  - 5月30日、ギャネンドラ国王、チャンダ首相を解任[9]。
  - 6月5日、ギャネンドラ国王、王党派のスーリヤ・バハドゥル・タパを後任の首相に任命[9]。
  - 8月18日、治安部隊がマオイストと衝突、マオイスト側17人が死亡[8]。
  - 8月27日、プラチャンダ、停戦破棄を宣言[8]。停戦期間中「師団」を編成。
  - 8月27日、カトマンズで政府軍幹部2人が襲撃され、1人が死亡[8]。
  - 10月10日、バンケ郡クスムの武装警察キャンプ襲撃、失敗。
  - 10月12日、ダーン郡バルワンの武装警察キャンプ襲撃、失敗。事前に情報漏れる。
  - 治安部隊、武器を持って投降したマオイストに報復。旅団コマンダー、大隊コマンダー投降。拷問も行われた。
  - 11月、東ネパールに師団を結成。2師団、7旅団、19大隊に成長。
- 2004年
  - 1月、3週間の間に8自治区の人民政府樹立。
  - 3月2日、コシ県ポージブル郡郡庁所在地を襲撃。東ネパール最初の大規模襲撃。
  - 3月20日、ミャグディ郡ベニで最大規模の襲撃。武装マオイスト2600人を含む4500人が11時間占拠。軍兵舎、警察署、刑務所を攻撃。警官13人兵士2人殺害後、全員降伏。軍兵舎占拠は断念。政府側40人死亡。民間人19人死亡。
  - 6月4日、ギャネンドラ国王、タパ首相を解任し、デウバ元首相を再任。
- 2005年
  - 7個師団を整備。4人の副司令官を置く。
  - 2月1日、ギャネンドラ国王、2度目のクーデターで全閣僚を解任。再び直接統治を宣言。
  - 4月、マオイスト、ゼネスト呼びかけ。
  - 9月3日、マオイスト、一方的に3ヶ月の停戦を宣言。
  - 11月17日、7党連合とマオイスト、ニューデリーで会合。国王親政の終結、制憲議会選挙を求めるなど、12項目の合意成立。
- 2006年
  - 1月2日、ロルパで治安部隊が掃討作戦。マオイスト、停戦を破棄。
  - 2月8日、統一地方選。7党とマオイストはボイコット。投票率21%。
  - 3月14日、マオイスト、カトマンズ無期限交通遮断を宣言。
  - 4月3日、マオイスト、無期限の全国政治スト。
  - 4月6日、7党連合のゼネスト開始。
  - 4月24日、国王、主権を国民に返還し、下院を再開することを約束。
  - 4月25日、コイララ元首相、首相に再任。
  - 4月26日、マオイスト、3ヶ月の停戦を宣言。
  - 6月16日、プラチャンダ議長と7党連合の首脳会談。プラチャンダ、初めて記者団の前に姿を見せる。
  - 11月21日、政府との間で「包括的和平合意」成立。ネパール内戦終結。

## 戦後処理
- 2007年
  - 1月23日、国連安保理で国連ネパール支援団（UNMIN）を設立する安保理決議1740を全会一致で採択。国軍と人民解放軍の停戦を監視。
- 2008年
  - 4月10日、制憲議会選挙。マオイスト220議席を獲得し、議会第一党に。ただし、過半数は得られず。
  - 5月28日、制憲議会で連邦共和制採択。王制は廃止される。
- 2011年1月15日、UNMINの活動終了。